# Zelotes criniger
Zelotes criniger är en spindelart som beskrevs av Denis 1937. Zelotes criniger ingår i släktet Zelotes och familjen plattbuksspindlar. Inga underarter finns listade i Catalogue of Life.